# 杉本幸治 (政治家)
杉本 幸治（すぎもと こうじ、1949年（昭和24年）8月14日 - ）は、日本の政治家。元長野県駒ヶ根市長（3期）。

## 来歴
長野県上伊那郡赤穂町（現・駒ヶ根市）上穂町生まれ。駒ヶ根市立赤穂小学校、駒ヶ根市立赤穂中学校卒業。1968年（昭和43年）3月、長野県伊那北高等学校卒業。同年4月、長野県庁に入庁。2003年（平成15年）4月1日、教育次長に就任。同年12月19日、教育次長を退職。
2004年（平成16年）1月25日に行われた駒ヶ根市長選挙に出馬し落選。
2008年（平成20年）1月20日に行われた駒ヶ根市長選挙に出馬し初当選。2012年（平成24年）、無投票で再選。2016年（平成28年）、無投票で3選。
2019年9月26日、市議会9月定例会の閉会挨拶で次期市長選挙には立候補せず引退する意向を表明した。
2021年、旭日小綬章受章。